# Bornhorst
Bornhorst ist ein Stadtteil der Stadt Oldenburg (Oldenburg) in Niedersachsen. Der Ort ist in zwei Teile aufgeteilt: Groß-Bornhorst und Klein-Bornhorst.

## Geschichte
Es gibt Hinweise, dass in den Bornhorster Huntewiesen bereits in der Jungsteinzeit, in etwa im Zeitraum von 4000–1800 v. Chr., Menschen gesiedelt haben.
Das Dorf Bornhorst entstand wohl im 13. Jahrhundert als „Köterende“ des Dorfes Ohmstede. Die erste urkundliche Erwähnung datiert auf den 24. Juni 1381: Ein Syverd van Lyne und seine Frau Grete schenkten der Oldenburger Lambertikirche eine Rente von vier Schilling von einem Hof in Bornhorst, der von einem Hanneke Syre bewirtschaftet wurde. Der Name Bornhorst kommt vermutlich von Born = Quelle; das Wasser der Quellen am Bornhorster Geestrand wurde auch an den gräflichen Hof in Oldenburg geliefert. Neben der Landwirtschaft betrieben die Köter ein Handwerk, in Bornhorst vor allem die Töpferei. 1837 wurde das Dorf Bornhorst geteilt in Groß-Bornhorst und Klein-Bornhorst, das bis dahin als Siedlung Dwokuhlen (= Tongruben) bekannt war.
Bornhorst gehörte zur Landgemeinde Oldenburg, bis zu deren Aufteilung in Eversten und Ohmstede 1897. Danach war Bornhorst Teil der Gemeinde Ohmstede, bis diese 1933 in die Stadt Oldenburg eingemeindet wurde.
Während des Zweiten Weltkrieges wurde Bornhorst 1942 mehrfach von Bomben getroffen. Die Angriffe galten entweder einer sich im Dorf befindenden Flak-Stellung oder einem Scheinflughafen in den Huntewiesen, der vom echten Fliegerhorst Oldenburg ablenken sollte. Am Haus in der Klein-Bornhorster-Straße 22 ist bis heute ein eingemauerter Bombensplitter zu sehen.

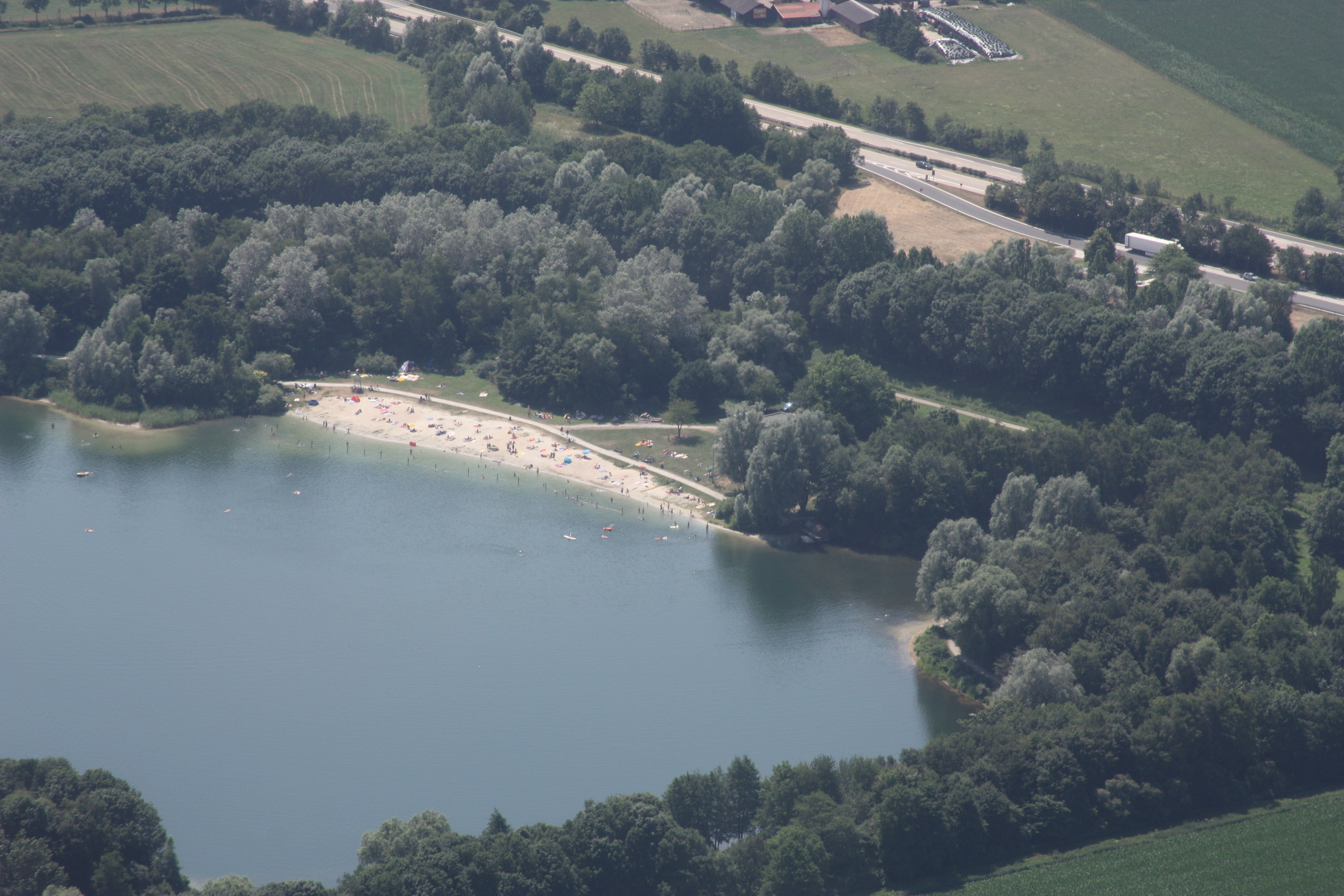
Kleiner Bornhorster See und Bundesautobahn 29

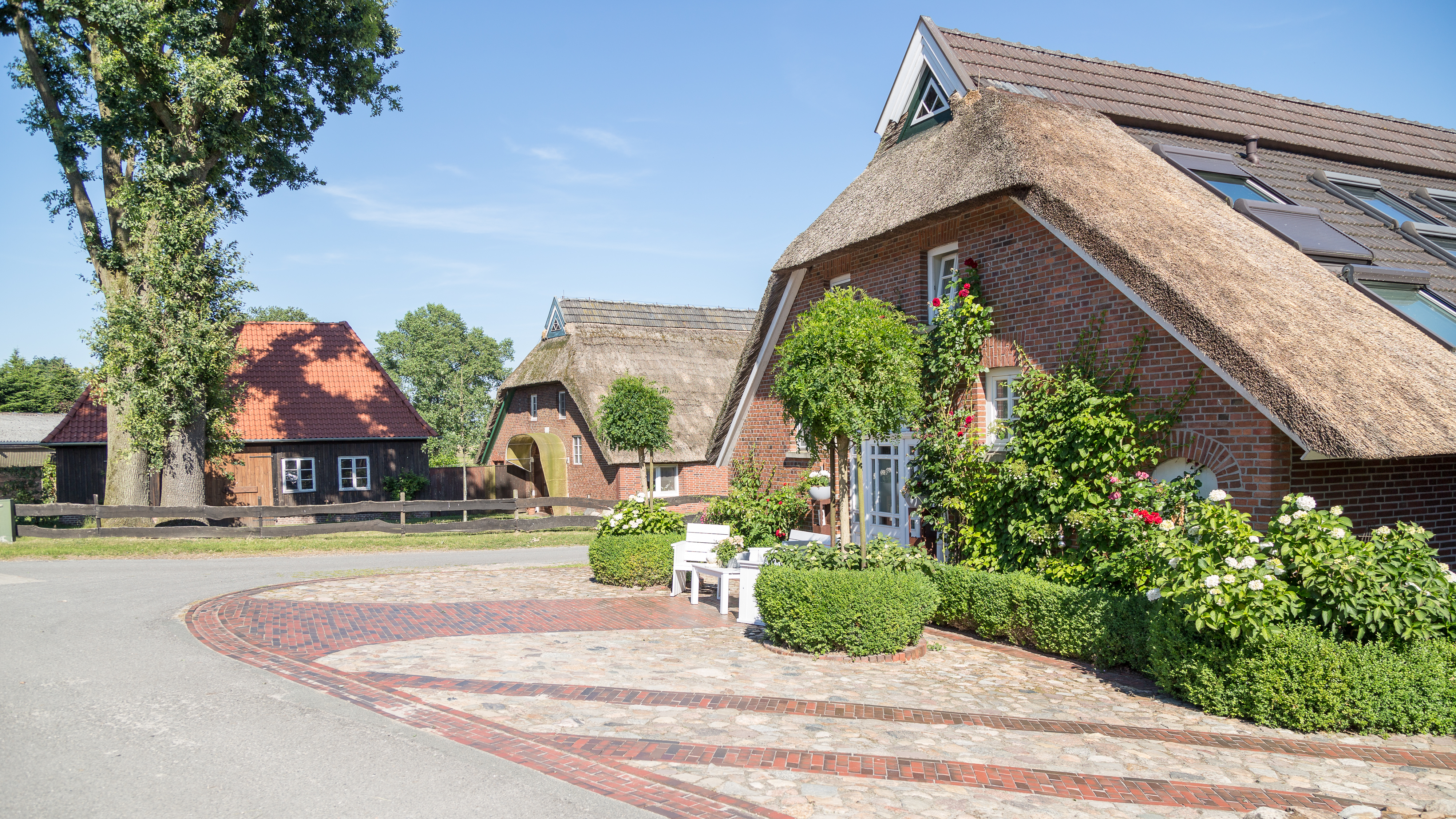
Ehemalige Bauernhäuser in Klein-Bornhorst

### Heute
Das alte Dorf Bornhorst hat bis heute seinen bäuerlichen Charakter bewahrt. Neben dem Dorf liegt das Naturschutzgebiet Bornhorster Huntewiesen, ein Feuchtgebiet und Vogelrastplatz von internationaler Bedeutung, von dem aus auch das Ipweger Moor zu erreichen ist. Auf dem Dach einer Scheune in Klein-Bornhorst befindet sich das letzte bewohnte Storchennest im Oldenburger Stadtgebiet.
Durch den Bau der Autobahn A 29 entstanden die beiden Bornhorster Seen, die als Bade- bzw. Surfseen im Raum Oldenburg beliebt sind.

## Verkehr
Bus
Bornhorst ist durch die Buslinie 460 (Großenmeer – Bornhorst – Ohmstede – Oldenburg,
ZOB) angebunden. Bis in die frühen 80er Jahre war der Ort zudem durch die Stadtbuslinie 7 angebunden; ab einem gewissen Zeitpunkt wurde Bornhorst die Stadtbusanbindung indes ersatzlos gestrichen, weswegen auf die Buslinien 314 und 323 der Verkehr und Wasser GmbH, die in Ohmstede die nahegelegene Butjadinger Straße bedienen, zurückgegriffen werden muss.
Autobahn
Durch Bornhorst führt die A29. Bornhorst hat allerdings keine eigene Anbindung. Um Bornhorst per Fernstraße zu erreichen, muss man an der Anschlussstelle Ohmstede abfahren und dann in Richtung Elsfleth fahren.
Landstraßen
Durch Bornhorst führt die Elsflether Straße. Sie führt über einige kleine Orte wie Moorhausen und Huntebrück in das an der Weser gelegene Elsfleth.

## Sonstiges
Vereine
Bornhorst hat einen offiziellen Verein – den Bunkerclub Bornhorst. Der Verein veranstaltet jedes Jahr am Ostersonntag das Osterfeuer, zu dem zahlreiche Anwohner aus den umliegenden Ortsteilen kommen.